# ماریان فون وایتسکر
ماریان فون وایتسکر (انگلیسی: Marianne von Weizsäcker؛ زادهٔ ۱۷ مهٔ ۱۹۳۲) بیوهٔ ریشارد فون وایتسکر
رئیس‌جمهور آلمان از ۱۹۸۴ تا ۱۹۹۴ است.